# Honnō-ji

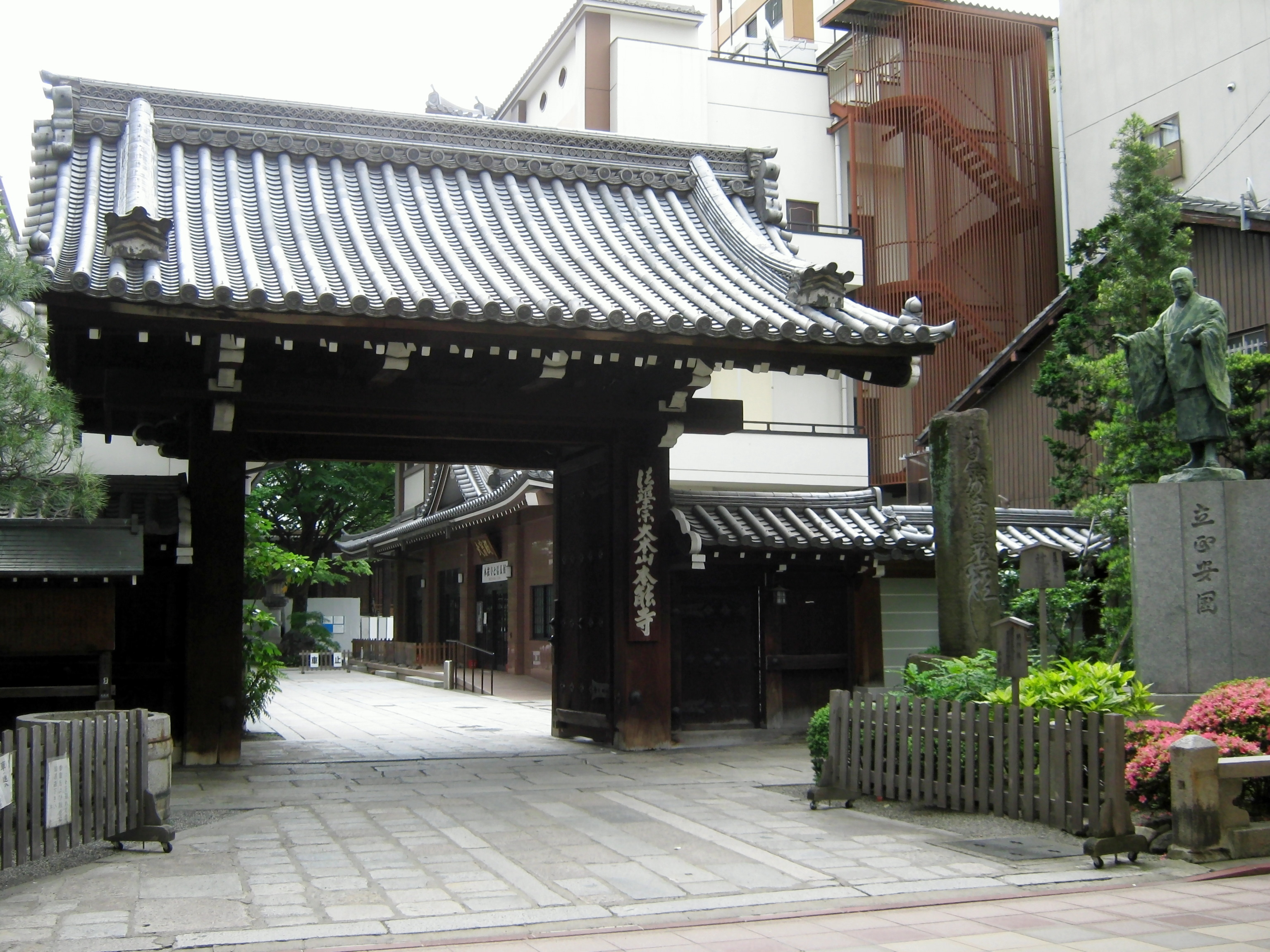
Portão de entrada do Honnō-ji.

Honnō-ji (本能寺) é um templo do Budismo de Nitiren localizado na cidade de Kyōto, no Japão.

## História
O templo foi construído em 1415 no período Muromachi. É conhecido pelo Incidente de Honnō-ji. Em 21 de Junho de 1582, Oda Nobunaga foi atacado pelas forças de seu general Akechi Mitsuhide e cometeu seppuku. Após isso foi ateado fogo no templo, destruindo-o.
O templo começou a ser reconstruído no atual local em 1587, terminando em 1592.

## Localização
O templo está localizado no bairro de Nakagyō, em Kyōto e o acesso pode ser feito pela estação Shiyakusho-mae de Kyōto.